# Röhrenblüte

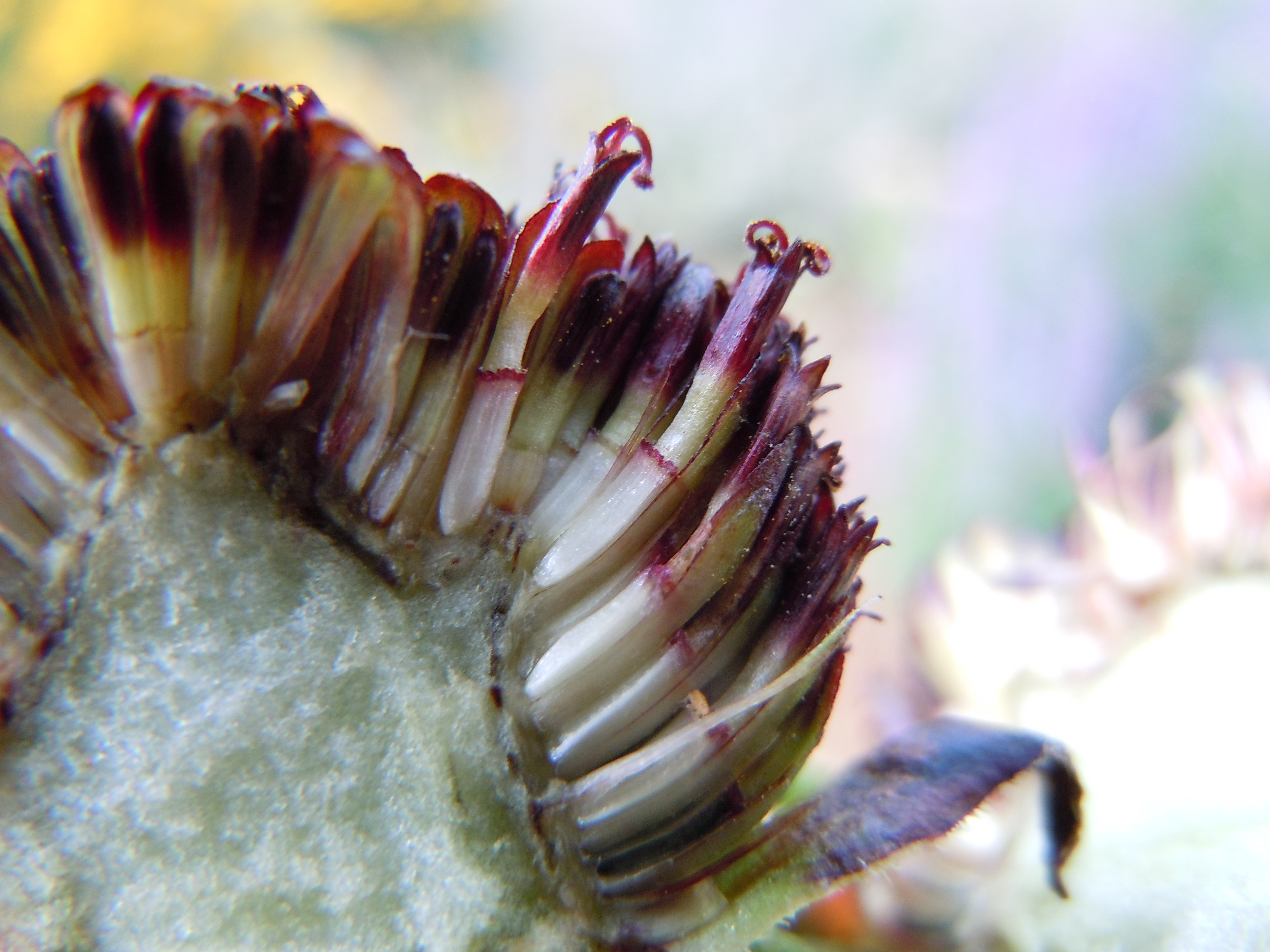
Röhrenblüten im Blütenkörbchen der Schwarzäugigen Rudbeckie

Als Röhrenblüten (auch Scheibenblüten) bezeichnet man meist radiäre (aktinomorphe) Einzelblüten in den scheinblütigen Blütenkörbchen der Korbblütler (Asteraceae). Röhrenblüten sind in der Regel zwittrig. Seltener sind sie rein weiblich, rein männlich oder unfruchtbar (steril). Ist die Krone bei weiblichen Röhrenblüten verkümmert werden sie auch als „Fadenblüten“ bezeichnet wie bei Leontopodium, diese Blüten besitzen auch keine Staubblätter.
Bei den Vertretern der Unterfamilie Asteroideae stehen die fast immer zwittrigen Röhrenblüten dicht in der Mitte des Blütenkörbchens. Am Rand werden sie umgeben von größeren Zungenblüten, die rein weiblich oder unfruchtbar sind und bestäubende Insekten anlocken.
Bei der Unterfamilie Carduoideae bestehen die Körbchen nur aus Röhrenblüten. Bei einigen Taxa (beispielsweise bei den Flockenblumen) können die randlichen Röhrenblüten mehr oder weniger zygomorph und vergrößert sein, diese Blüten mit Lockfunktion sind meistens steril.
Auch eine zweilippige Ausbildung der Corolla ist selten möglich, wie im Tribus der Mutisieae, in der Unterfamilie der Barnadesioideae und in der Gattung Pectis.
Bei der Unterfamilie der Cichorioideae enthalten die Blütenkörbchen ausschließlich Zungenblüten.

## Aufbau einer Röhrenblüte

Aufbau einer Röhrenblüte;:
A. Fruchtknoten
B. Blütenkrone
C. Verwachsene Antherenröhre
D. Zweiästiger Stempel
E. Pappus

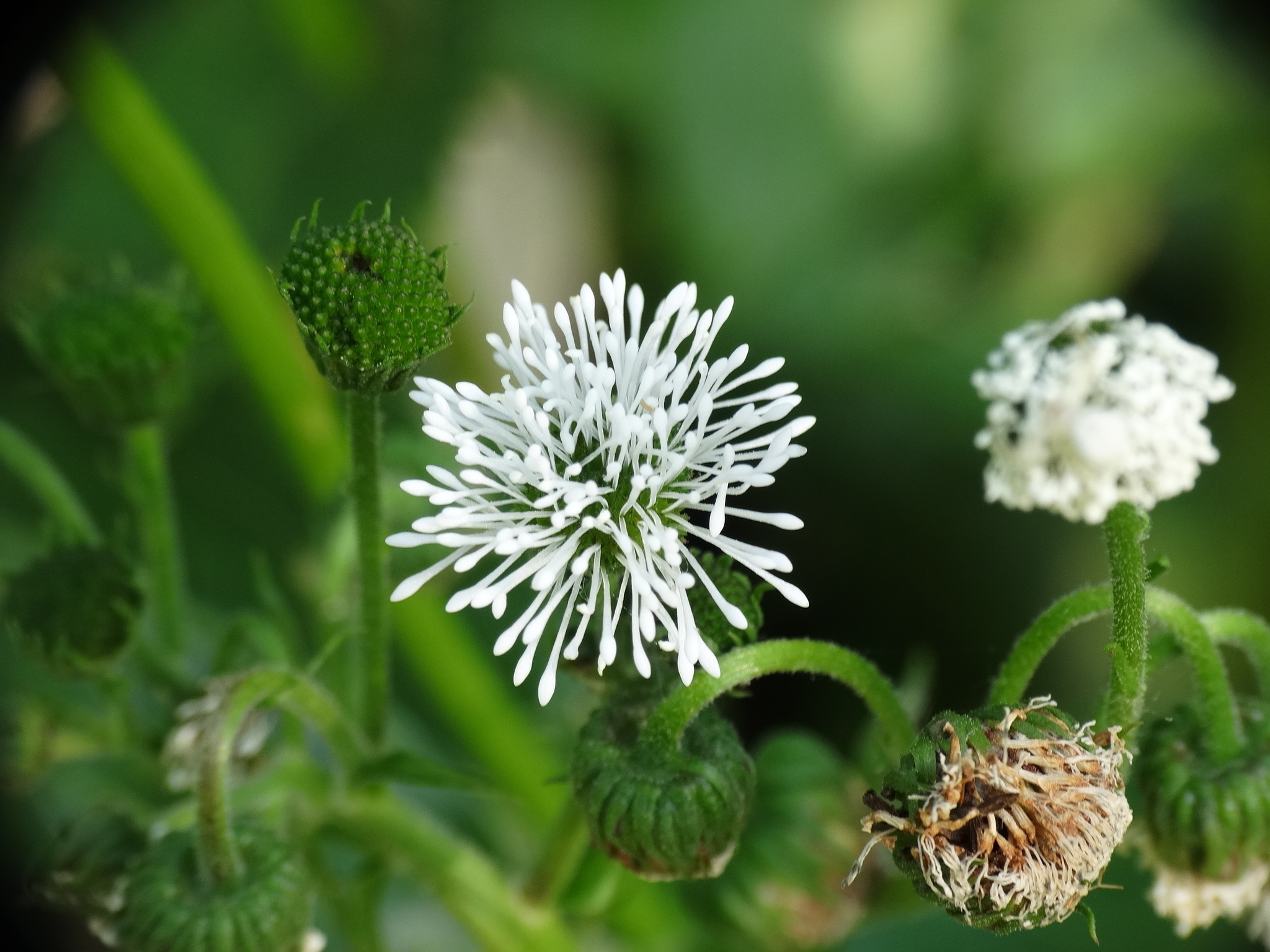
Bei den Röhrenblüten von Gymnocoronis spilanthoides sind die zwei sehr langen, keulenförmigen Griffeläste petaloid weiß gefärbt

Die Röhrenblüten können am Körbchenboden in der Achsel von reduzierten Deckblättern stehen, die Spreuschuppen (Palea) genannt werden.
Der Kelch ist zum Pappus umgebildet, er besteht aus Borsten, Haaren oder Schuppen oder kann auch ganz reduziert sein. Die drei oder fünf verwachsenen Kronblätter haben in der Regel nur kurze Kronblattzipfel, während die Kronröhre lang und schmal ist, wodurch sie insgesamt eine lang röhrige Form aufweisen. Die drei bis fünf Staubblätter sind an der Basis mit der Krone verwachsen und bilden einen Stamen-Corollentubus. Sie haben freie Staubfäden und sind an den Antheren miteinander verwachsen. Die Blüten sind normalerweise protandrisch (vormännlich), der Griffel wächst durch die Antherenröhre und schiebt dabei den Pollen mit „Fegehaaren“ heraus, die sich an der Außenseite oder der Spitze des Griffels befinden (sekundäre Pollenpräsentation). Erst danach entfaltet er seine zwei Narbenäste. Der Fruchtknoten ist unterständig, einkammerig und besteht aus zwei Fruchtblättern mit einer Samenanlage und basaler Plazentation. Die Frucht ist eine Achäne (Cypsela) oder sehr selten eine Steinfrucht (bei Chrysanthemoides).

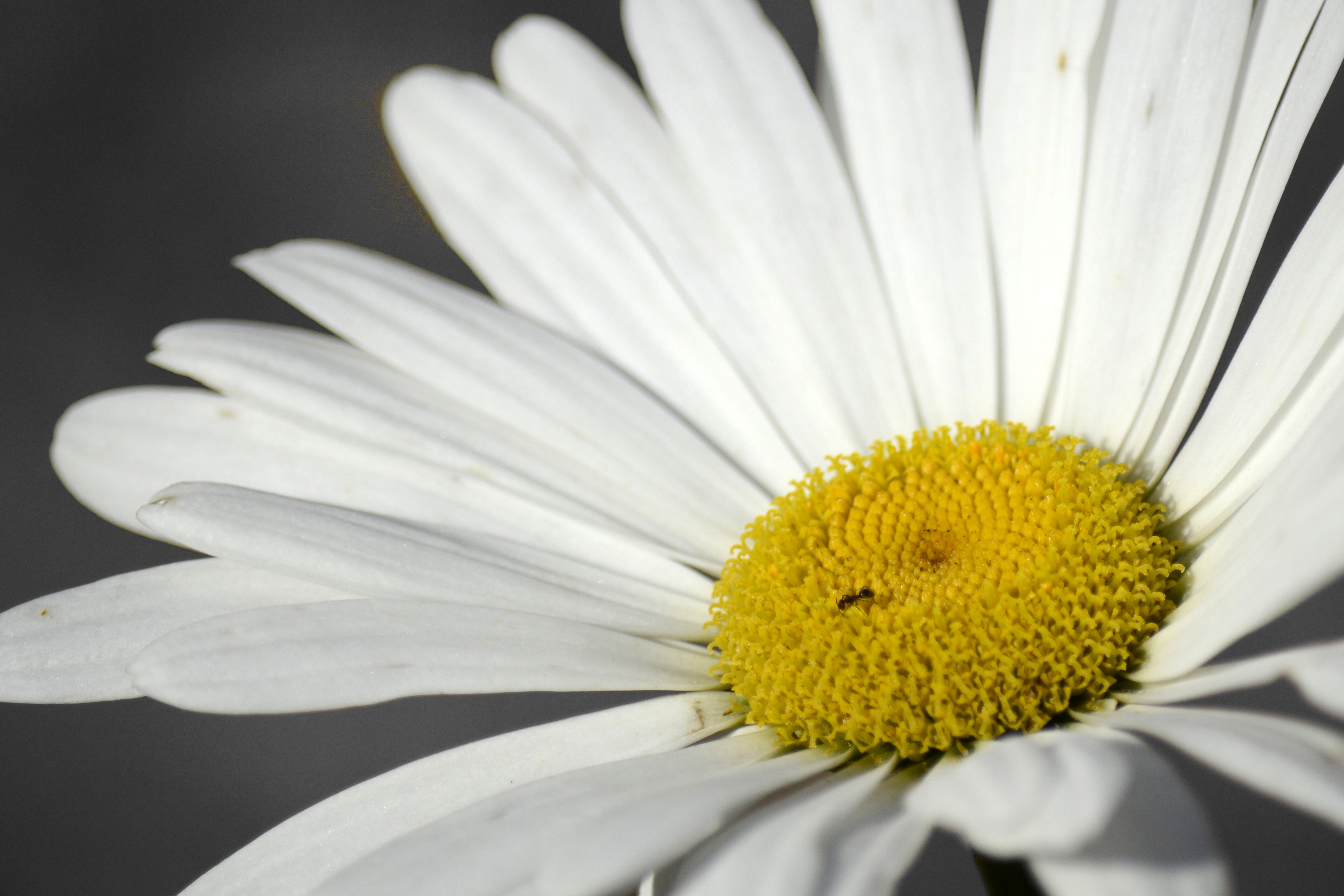
Blütenkörbchen der Margerite. Im Inneren befinden sich gelbe Röhrenblüten, am Rande die weißen Zungenblüten
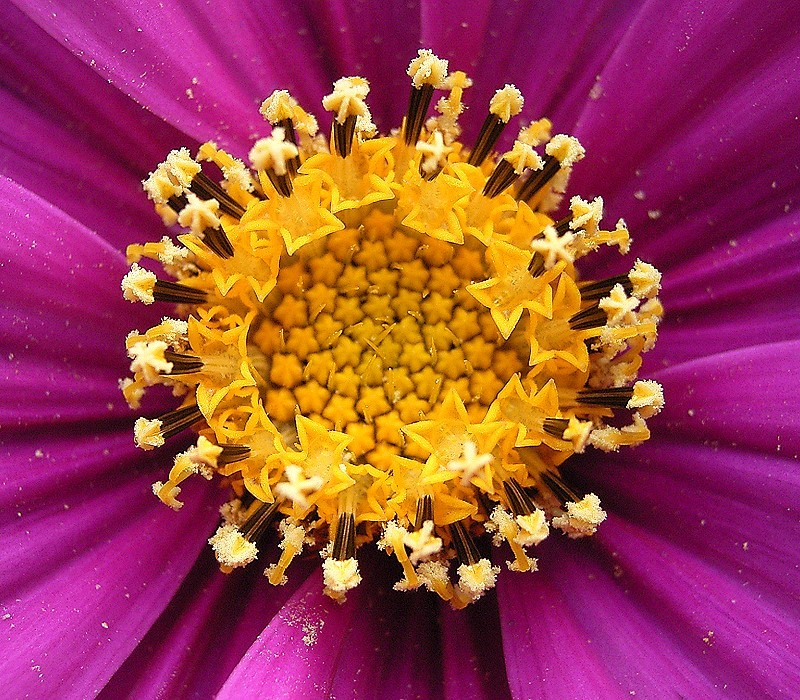
Nahaufnahme der Röhrenblüten von Schmuckkörbchen
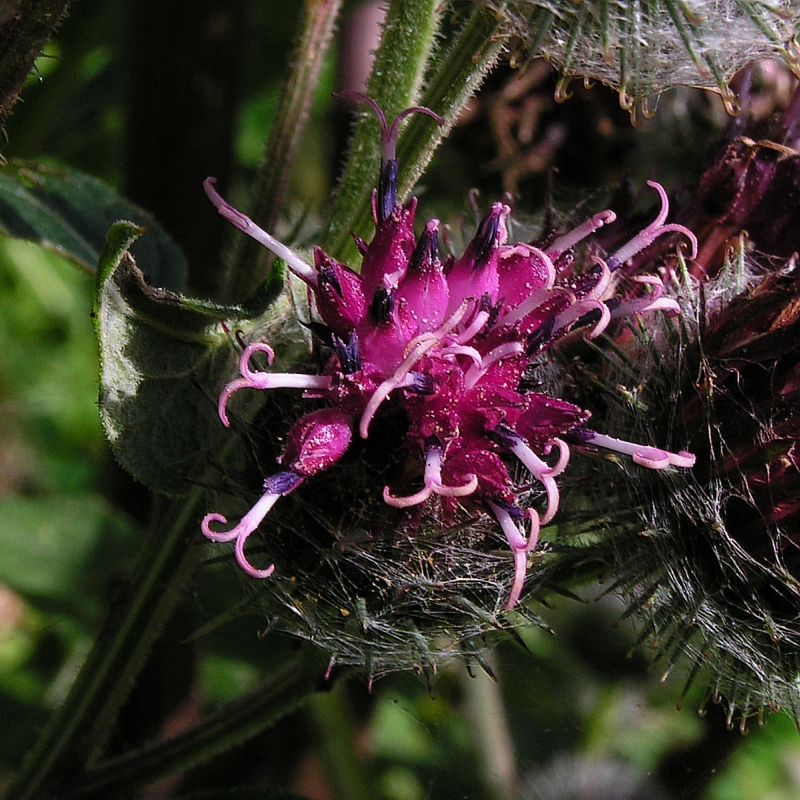
Bei den Carduoideae, hier die Filz-Klette, sind die Blütenkörbchen nur aus Röhrenblüten zusammengesetzt
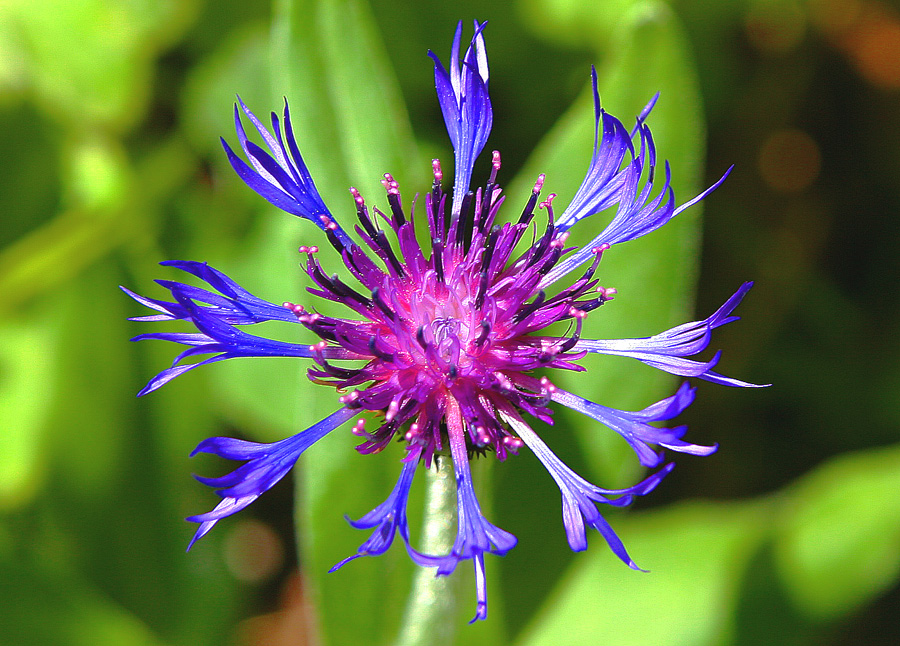
Blütenkörbchen der Berg-Flockenblume nur aus Röhrenblüten; am Rand sitzen sterile, vergrößerte Röhrenblüten

Auch einige Vertreter der Familien der Nachtschattengewächse, Primelgewächse und Enziangewächse besitzen zu einer Röhre verwachsene Kronblätter, so dass auch ihre Blüten gelegentlich als Röhrenblüten bezeichnet werden.